# Tekamah (Nebraska)
Tekamah település az Amerikai Egyesült Államok Nebraska államában, Burt megyében, melynek megyeszékhelye is. Lakosainak száma 1714 fő (2020. április 1.).

## Népesség
A település népességének változása:

| 2010 | 1 736 |
| 2020 | 1 714 |